# مرجان ساتراپی
مرجان ساتراپی (زادهٔ ۱ آذر ۱۳۴۸) نویسنده، کارگردان، فعال حقوق بشر و پویانمای داستان‌های مصور است. شهرت او بیشتر به خاطر رشته داستان‌های مصور پرسپولیس است که جلد نخست آن در سال ۲۰۰۰ به زبان فرانسوی چاپ شد. همچنین انیمیشن پرسپولیس به کارگردانی ساتراپی و ونسان پارونو در سال ۲۰۰۷  جایزه هیئت داوران را از جشنوارهٔ فیلم کن دریافت کرد.

## زندگی

### خانواده
مرجان ساتراپی در ۱ آذر ۱۳۴۸ در رشت زاده شد. جد مادری وی در زمان ناصرالدین‌شاه مدتی والی گیلان بود و به همین علت خانواده مادری وی فامیل ساتراپی را برای خود برگزیدند.
خانواده مرجان از روشنفکران مارکسیست بودند که علیه محمدرضا پهلوی مبارزات انتخاباتی می‌کردند. مرجان در نوجوانی و جوانی یک مارکسیست-آنارشیست بود و شاه را فاسد می‌دانست. او می‌گوید که شاه یک دیکتاتور واقعی بود مثل پینوشه یا پاپادوپولوس و همه دیکتاتورهای دیگر که از سوی آمریکا حمایت می‌شدند.

### خروج از ایران
او در سال‌های انقلاب ۱۳۵۷ و جنگ ایران و عراق در تهران بزرگ شد و در سال ۱۹۸۳ در ۱۴ سالگی توسط خانواده به وین اتریش فرستاده شد و نوجوانی را در تنهایی گذرانید.

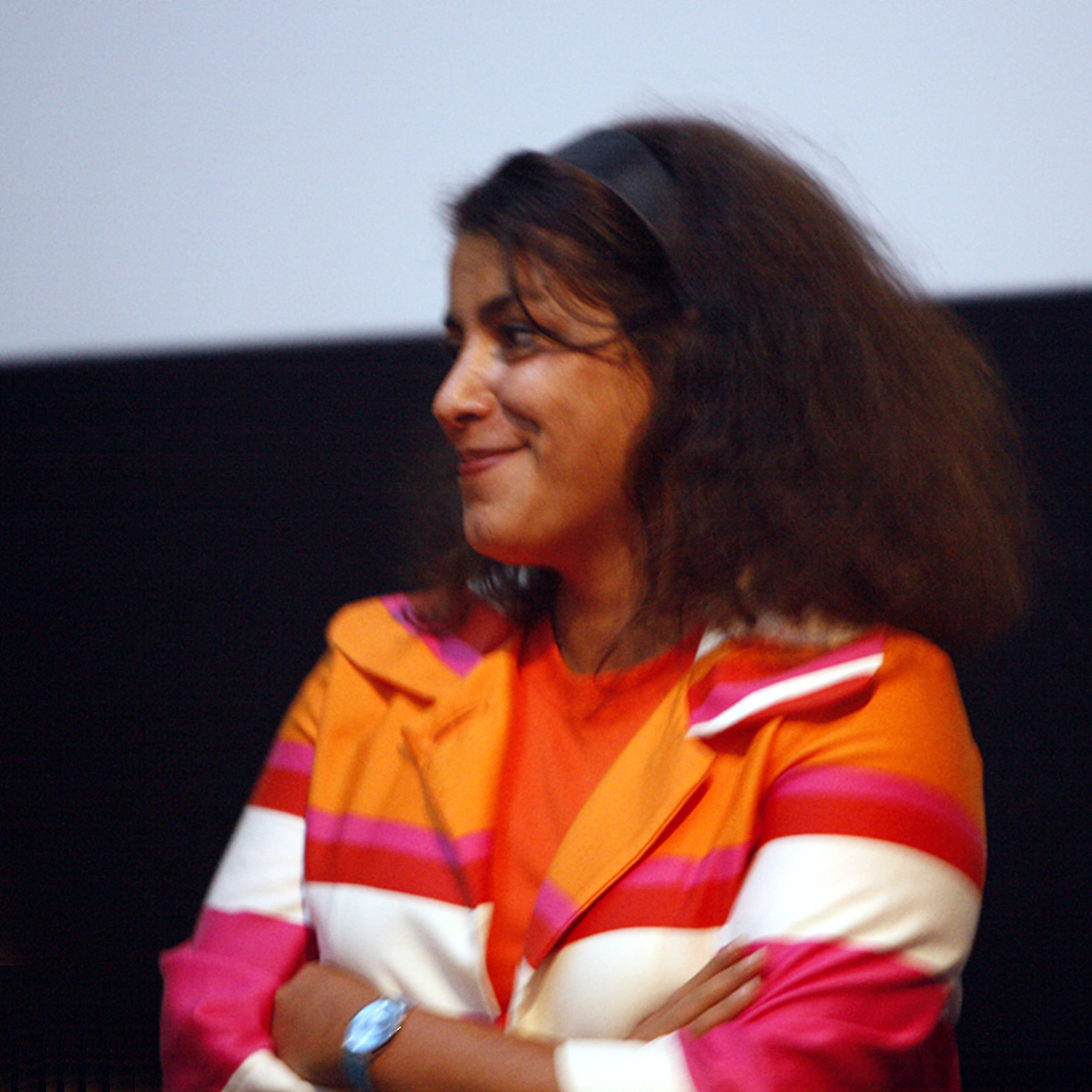

وی پس از پایان دوران دبیرستان برای تحصیلات دانشگاهی به ایران برگشت. مرجان از سال ۱۹۸۹ تا ۱۹۹۳ در دانشکدهٔ هنرهای زیبای دانشگاه آزاد در رشتهٔ ارتباط تصویری درس خواند و از سال ۱۹۹۰ تا ۱۹۹۴ به نوبت یا هم‌زمان، به عنوان تصویرگر مجله‌ها یا تدریس زبان فرانسه و زبان انگلیسی و نقاشی یا به عنوان گرافیست مشغول به کار بود. مرجان ساتراپی پس از ازدواج و جدایی در سال ۱۹۹۴ راهی فرانسه شد و تا سال ۱۹۹۷ در استراسبورگ در رشتهٔ تصویرگری آموزش دید. او از سال ۱۹۹۷ در پاریس زندگی می‌کند و حرفه او نقاشی و تألیف کتاب‌های کودکان است و با مجلات و روزنامه‌ها همکاری دارد.

## داوری جشنواره کن
در ۳۰ آوریل ۲۰۰۸ سازمان‌دهندگان جشنواره فیلم کن اعلام کردند که مرجان ساتراپی، عضوی از هیئت داوران جشنواره کن ۲۰۰۸ برای تعیین برنده نخل طلای جایزه اصلی جشنواره است.

## رد نشان لژیون دونور
در ۱۴ ژانویه ۲۰۲۵ مرجان ساتراپی در اعتراض به سیاست ریاکارانه دولت فرانسه در قبال ایران از دریافت نشان لژیون دونور خودداری کرد. ساتراپی به تناقض در سیاست‌های فرانسه اشاره کرد و انتقاد کرد که فرزندان مسئولان حکومت ایران در فرانسه آزادانه زندگی می‌کنند، در حالی که جوانان ایرانی مبارز حتی از دریافت ویزای توریستی محرومند.
او با این تصمیم به فهرست هنرمندان و روشنفکرانی پیوست که نشان لژیون دونور را رد کرده‌اند. از جمله ژان پل سارتر، آنی ارنو برنده جایزه نوبل و توما پیکتی، اقتصاددان. از دریافت‌کنندگان این نشان می‌توان به ولادیمیر پوتین و بشار اسد اشاره کرد.

## کنش سیاسی
در ۱۶ ژوئن ۲۰۰۹ مرجان ساتراپی و محسن مخملباف در نشست رسمی پارلمان اروپا در بروکسل حضور پیدا کرده و از اعتراضات پس از انتخابات ۱۳۸۸ حمایت کرده و از مقام‌های اروپایی خواستند تا ریاست‌جمهوری محمود احمدی‌نژاد را به رسمیت نشناسند و از جنبش اجتماعی مردم ایران حمایت کنند.

## آثار

### پرسپولیس
رشته کتاب‌های پرسپولیس شامل چهار کتاب است. این رمان به شیوه خودزندگی‌نامه بوده و شخصیت اصلی رمان که راوی داستان است، دختری ایرانی به نام مرجان است. مرجان دختری است که در جریان انقلاب ایران و بحران جنگ ایران و عراق به تشویق خانواده از کشور خارج شده و به اتریش می‌رود. این کتاب‌ها روایت جنگ و آوارگی، زندگی مهاجری در اروپا، بحران‌های مذهبی و سنتی جامعه ایران و حوادث انقلاب و جنگ هستند و تاریخ دههٔ بعد از جنگ ایران را از دید وی بیان می‌کنند.

### پرسپولیس ۲٫۰
در پی اعتراض جمعی از مردم ایران نسبت به نتایج اعلام‌شده در انتخابات دهمین دوره ریاست‌جمهوری ایران، داستان مصور و اینتراکتیو پرسپولیس ۲٫۰ که برگرفته از سبک کار مرجان ساتراپی در رشته کتاب‌های پرسپولیس بود، در اینترنت منتشر شد.

### فیلم پرسپولیس
فیلم پرسپولیس نخستین فیلم سینمایی مرجان ساتراپی است که در سال ۲۰۰۷ در فرانسه و بر اساس داستان مصور پرسپولیس ساخته شده است. این فیلم جایزه هیئت داوران جشنواره بین‌المللی فیلم کن در سال ۲۰۰۷ را به خود اختصاص داد. وی هنگام دریافت جایزه در جشنواره فیلم کن، آن را به مردم ایران اهدا کرد.
این فیلم از سوی برخی نهادها و رسانه‌های دولتی نظام جمهوری اسلامی ایران به عنوان اثری ضد ایرانی و ضداسلامی معرفی شد. در ۲۵ بهمن ۱۳۹۷ این فیلم با دوبله فارسی از بی‌بی‌سی فارسی به نمایش درآمد.

### فیلم خورش آلو با مرغ
در سال ۲۰۱۱ مرجان ساتراپی فیلم خورش آلو با مرغ را بر اساس کتابی به همین نام، در ژانر درام و با همکاری ونسان پارونو و بازی گلشیفته فراهانی کارگردانی کرد.

### فهرست کتاب‌ها
- پرسپولیس ۱، چاپ به فرانسه: ۲۰۰۰
- پرسپولیس ۲، چاپ به فرانسه: ۲۰۰۱
- پرسپولیس ۳، چاپ به فرانسه: ۲۰۰۲
- پرسپولیس ۴، چاپ به فرانسه: ۲۰۰۳
- هیولاها ماه را دوست ندارند، چاپ به فرانسه: ۲۰۰۱
- گل‌دوزی‌ها، چاپ به فرانسه: ۲۰۰۳
- خورش آلو با مرغ، چاپ به فرانسه: ۲۰۰۴
- رادیو اکتیو (فیلم) ۲۰۱۹
- Femme, Vie, Liberté[۲۰] ("زن، زندگی، آزادی") ۲۰۲۳

## فیلم‌شناسی
| سال  | فیلم                                   | کارگردان | نویسنده | یادداشت |
| ---- | -------------------------------------- | -------- | ------- | --- |
| ۲۰۰۷ | پرسپولیس                               | آری      | آری     | کارگردان ساتراپی و ونسان پارونو نامزد شده برای: - جایزه اسکار بهترین فیلم پویانمایی - جایزه بفتای بهترین فیلم غیر انگلیسی‌زبان - جایزه بفتای بهترین فیلم پویانمایی برنده: جایزه سینما برای صلح برای ارزشمندترین فیلم سال نامزد شده برای: جایزه گلدن گلوب بهترین فیلم خارجی‌زبان |
| ۲۰۱۱ | خورش آلو با مرغ                        | آری      | آری     | کارگردان ساتراپی و ونسان پارونو |
| ۲۰۱۲ | La bande des Jotas (Gang of the Jotas) | آری      | آری     | همچنین بازیگر |
| ۲۰۱۴ | صداها                                  | آری      | نه      | |
| ۲۰۱۹ | رادیو اکتیو                            | آری      | نه      | |
| ۲۰۲۱ | The Soloists                           | نه       | نه      | آوا (صدا) |